# NetAcademia Oktatóközpont
A NetAcademia Oktatóközpont 1999 óta kínál informatikai tanfolyamokat, melyen a hallgatók megismerhetik a nagyvállalati informatikai rendszerek tervezését, bevezetését, üzemeltetését és fejlesztését.

## Története
A NetAcademia Oktatóközpont 1999-ben alapította Fóti Marcell. Az alábbi mérföldköveket lehet kiemelni az informatikai tanfolyamokat kínáló cég történetében:
- A cég 2005 óta Microsoft Gold Certified Partner.[1]
- A NetAcademia Oktatóközpont 2006-ban újra megjelentette Neumann János utolsó, hatalmas vitát kiváltó Számítógép és az agy c. művét, mely magyarul a 60-as és 70-es években csak korlátozott példányszámban jelent meg.[2]
- A Microsoft a NetAcademiával képeztette leendő tanácsadóit a Start@Microsoft keretében 2007-ben.[3]
- 2008-ban a világon elsőként etikus hacker minősítést kiadó EC-Council kizárólagos magyarországi képviselője lett a magyar NetAcademia Oktatóközpont.[4]
- A NetAcademia Ethical Hacking oktatói 2008-ban megalkották az Ördöglakatot. A Microsoft Magyarország felkérésére készített webes játék 12, egyre nehezedő feladványból áll; célja, hogy gyakorlati példákon demonstrálja és ismertesse meg az érdeklődőkkel a weboldalak támadására és feltörésére használt módszereket. Az Ördöglakatot több mint 6000-en használták.[5]
- Először rendezte hazánkban Ethical Hacking konferenciát 2008. április 24-én.[6]
- 2008-tól a Linux Professional Institute kizárólagos magyarországi képviselője.[7]
- Az Oktatóközpont elindítja IT Factory néven új üzletágat indított, mely egyéni módon valósítja meg a tömeges, mégis minőségi tanulást. A tantermi órák interneten keresztül élőben követhetők, a gyakorlás pedig virtuális gépeken történi, így a képzés bárhonnan végezhető.[8]
- A vállalat 2009-re piacvezető lett a hivatalos Microsoft tanfolyamok piacán.[9]
- 2009 óta Novell Gold Training Partner.[10]
- Hágában, a NATO C3 Agency szakemberei számára tartott biztonsági tanfolyamot a NetAcademia Oktatóközpont.[11]

## Díjak, minősítések
- IT Business Leadership Award (2008) – a több mint tízezer hazai IT-biztonsági szakembert megmozgató online képzési rendszer, az Ördöglakat megalkotásáért.[12]
- EC Council Circle of Excellence (2009) - A floridai Miamiban átvett díjat az Oktatóközpont a nemzetközi viszonylatban is kiemelkedő Ethical Hacking oktatásokért kapta.[13]
- Windows Azure Platform Partner of the Year (2010) – A NetAcademia Oktatóközpontot a Microsoft Washington DC-ben díjazta, mivel „jelentős mértékben hozzájárult a helyi gazdaság fellendítéséhez”.[14]
- Az európai régió legjobb ethical hacking oktatója díját kapta meg az EC-Counciltól Fóti Marcell, a NetAcademia ügyvezetője.[15]
- A NetAcademia három MVP oktatóval rendelkezik.[16]